# Ptychotecjum

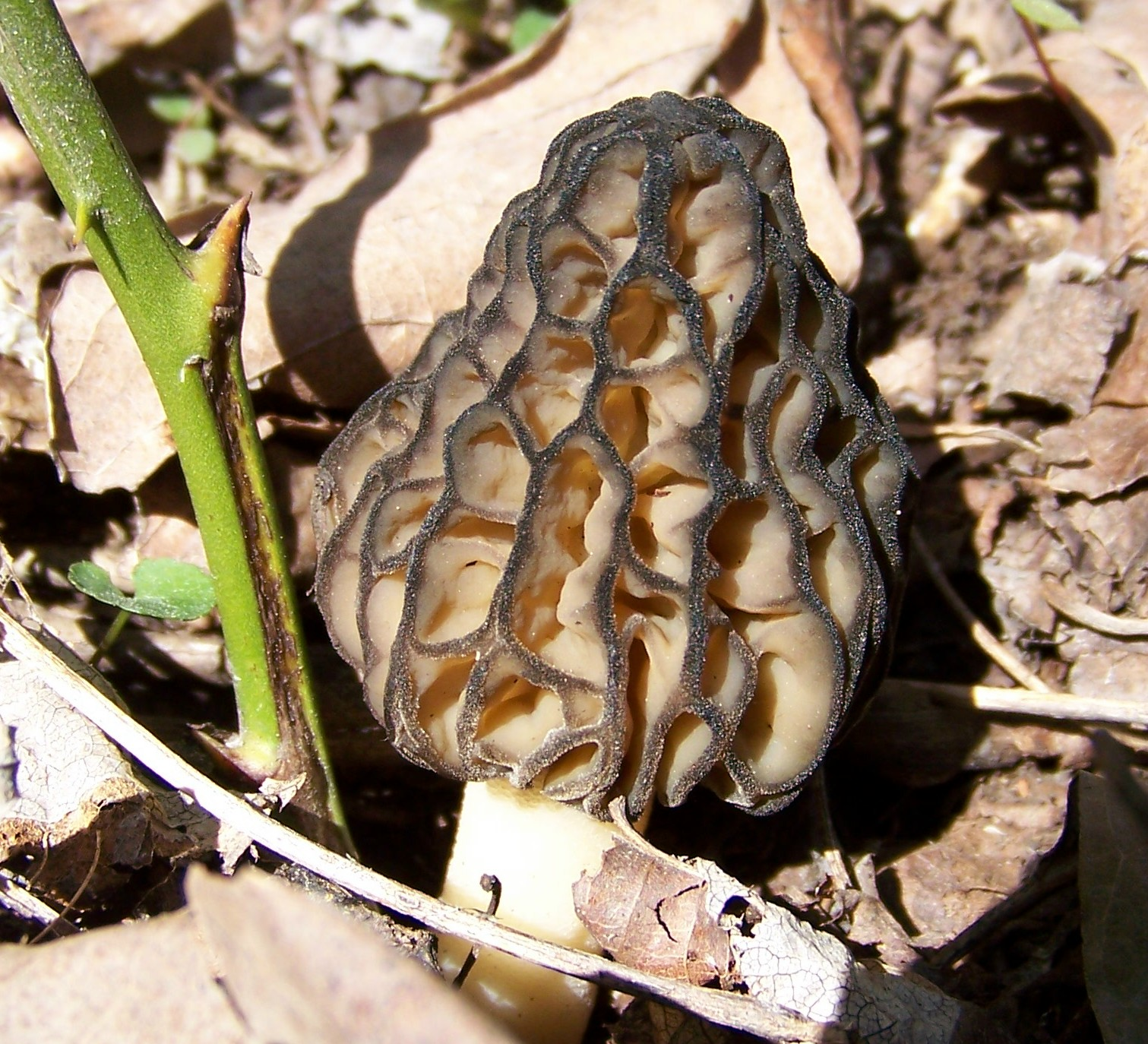
Ptychotecja u smardza wyniosłego

Ptychotecjum (łac. ptycothecium) – rodzaj askokarpu (owocnika) u grzybów workowych. Charakteryzuje się tym, że jego worki znajdują się w hymenium, ale jest ono silnie pofałdowane. Ten typ askokarpu występuje np. w rodzinie smardzowatych (Morchellallaceae), u których owocnik tworzy grzbiety i zagłębienia między nimi zwane alweolami. Hymenium znajduje się w alweolach. Występuje także u rodzajów Hydnocystis, Paurocotylis, Densocarpa z rodziny Pyronemataceae.